# Achatius II de Dohna
Achatius II von Dohna, neveu de Fabien Ier de Dohna, burgrave de Dohna, né en 1581
Après un voyage en France, il fut nommé gouverneur du fils de l'électeur palatin, et fut, dans la suite, chargé de plusieurs missions diplomatiques par son élève, Frédéric V du Palatinat, devenu électeur palatin et roi de Bohême. Après les désastres de ce prince, Dohna se retira en Prusse, où il mourut en 1647.